# Batalha de Sulci
A Batalha de Sulci foi uma batalha naval da Primeira Guerra Púnica travada em 258 a.C. entre a marinha romana e a marinha cartaginesa perto da costa da Sardenha.

## Situação
Depois da derrota na Batalha das Ilhas Líparas e da vitória na Batalha de Milas, Roma se viu com coragem suficiente para tentar pôr fim ao cerco de Segesta, que, seguindo o exemplo de Hierão II de Siracusa, mas também por causa da proximidade das legiões romanas, se aliou à Roma contra Cartago. Tão logo o problema de Segesta foi resolvido, os romanos conquistaram Macela, a leste da colônia de Segesta. Por outro lado, Amílcar (que não deve ser confundido com Amílcar Barca, que também atuou na mesma guerra), o general do exército cartaginês, sabendo que havia uma certa dissensão entre os romanos e os sócios italianos que combatiam ao seu lado, atacou o acampamento deles, que era separado do acampamento romano, localizado entre Terme Imeresi e Paropo, enquanto ele era desmontado; 4 000 legionários morreram no ataque.

## Sardenha
Políbio conta que — não se sabe se por escolha ou por ordens superiores — o almirante Aníbal Giscão, com os navios cartagineses restantes, voltou para Cartago, mas logo foi enviado de volta para a Sardenha. Porém, esta partida e a forma como ela foi feita tem suas peculiaridades. Pode-se assumir que o massacre de 4 000 romanos pode ter tornado remota a possibilidade de um ataque romano por terra às bases e portos cartagineses em Palermo e, portanto, os comandantes cartagineses se sentiram seguros o suficiente para prescindirem da frota. Por outro lado, pode ter sido uma ordem superior. O comandante que havia sido recentemente derrotado e que perdeu pouco menos da metade da frota para um inimigo sabidamente menos experiente no mar geralmente não era premiado com bons postos.
É duvidoso, portanto, se realmente "todos" os navios restantes foram levados a Cartago por Aníbal. A presença, a pouca distância, de uma frota romana com mais de 100 navios, reforçada pelos navios capturados dos cartagineses, certamente não sugere uma missão assim tão ampla; o perigo de um ataque romano na ausência total de uma frota, mesmo em tamanho reduzido, sugeriria pelo menos o envio de reforços. Por isto, pode-se inferir que esta frota era formada por todos os navios que Cartago ainda podia lançar em campanha naquele momento e cuja presença era urgente e necessária para ações na Sardenha em resposta aos movimentos da marinha romana, que, na ocasião, estava — toda ou em parte — na região da Sicília. Embora Aníbal tenha sofrido um processo, marcial ou político, não houve repercussões negativas à sua posição; "não muito tempo depois", ele foi enviado a Sardenha, que era uma possessão cartaginesa na época, levando consigo alguns navios e alguns trierarchi populares. Provavelmente uma espécie de "tutela operativa" sobre o comandante "sub judice". Aníbal aparece como um almirante cujo comando havia sido confirmado, mas, "por um tempo", presumivelmente um tempo muito curto. Foi assessorado por oficiais de comprovada capacidade ou patrocinado pelo partido político que havia aproveitado a derrota de Milas para exigir mudanças.

## Batalha
Os romanos já haviam tentado fundar uma colônia na Córsega e já havia lutado ali a Batalha de Aleria. O interesse pela Sardenha iniciou-se com a Batalha de Sulci e ficou explícito definitivamente quando, depois do final da Primeira Guerra Púnica, enquanto os cartagineses estavam mergulhados na sangrenta Revolta dos mercenários, Roma, aproveitando-se de um pretexto, tomou e anexou as duas grandes ilhas.
A batalha em si foi travada em 258 a.C. no mar à frente da cidade de Sulci, na costa ocidental da Sardenha. A frota romana era liderada pelo cônsul Caio Sulpício Patérculo e o cartaginês, Aníbal Giscão e seus "apreciados trierarchi". O resultado foi uma vitória romana. Contudo, não sabemos detalhes sobre o confronto, mas Políbio afirma, em frases curtas, que Aníbal não se destacou como comandante:
| “ | Não demorou muito e ele já se viu bloqueado pelos romanos num porto da Sardenha depois de ter perdido muitos navios... | ” |
|   | — Políbio, Histórias I, 21.                                                                                            |   |

Cada uma das frotas tinha cerca de uma centena de navios. Os romanos se aproveitaram de uma névoa para surpreender a frota púnica, que, depois de sofrer algumas perdas, conseguiu refugiar-se num porto. Os romanos avançaram pela névoa e esperaram o desembarque inimigo para atacar os navios cartagineses atracados; foram afundados cerca de 40 navios.

## Morte de Aníbal
Aníbal Giscão foi capturado por seus próprios marinheiros e, como era habitual no caso de comandantes púnicos derrotados, foi crucificado. É possível supor algumas hipóteses sobre o comportamento de Aníbal depois (ou durante) a batalha; provavelmente ele tentou escapar, pois Políbio afirma que ele foi "capturado". Por outro lado, ele já havia conseguido escapar dos romanos abandonando sua nau capitânea em um bote. Seus executores podiam ser cartagineses que escaparam com ele e não suportaram mais seu comando ou por soldados que o avistaram. Mas é possível também que ele tenha sido capturado por aliados sardenhos, especialmente se a fuga foi por terra; Roma lutou por muitos anos depois da conquista para pacificar os sardenhos, que não aceitaram seus novos mestres.

## Consequências
Esta vitória significou o fim da dominação púnica da Sardenha, com exceção da fortaleza de Ólbia, no norte da ilha, de onde os romanos foram expulso de Hanão, provavelmente o filho de Aníbal.